# Gryon scutidepressi
Gryon scutidepressi är en stekelart som beskrevs av G. Mineo 1983. Gryon scutidepressi ingår i släktet Gryon och familjen Scelionidae. Inga underarter finns listade i Catalogue of Life.